# Янтарне (Сорочинський район)
Янта́рне (рос. Янтарное) — село у складі Сорочинського міського округу Оренбурзької області, Росія.

## Населення
Населення — 213 осіб (2010; 257 у 2002).
Національний склад (станом на 2002 рік):
- росіяни — 87 %